# Contea di Xiji
La contea di Xiji (西吉县S, Xījí XiànP) è una contea della Cina, situata nella regione autonoma di Ningxia e amministrata dalla prefettura di Guyuan.